# Goya (krater)
För andra betydelser, se Goya.
Goya är en nedslagskrater på planeten Merkurius, med en diameter på ungefär 138 kilometer.
1976 uppkallades kratern efter den spanske konstnären Francisco de Goya.